# 크리스는 괴로워
《크리스는 괴로워》(영어: Everybody Hates Chris, 영어: everybody hates chris로 표현)는 UPN 및 The CW에서 2005년부터 2009년까지 총 4 시즌 방영된 미국의 반자전 시트콤 텔레비전 시리즈이다. 스탠드업 코미디언 크리스 록이 1980년대 십 대였을 당시 뉴욕 브루클린에서 자란 경험을 바탕으로 제작하였다. 흑인 소년 크리스가 백인 위주 학교에서 청소년기를 거치며 겪는 소극과 도심 빈곤 상황 속에서도 자녀들에게 더 좋은 삶을 제공하기 위해 고군분투하는 부모님의 노력이 주요 주제로 다루어진다.
크리스 록 본인이 직접 해설을 맡았으며 때때로 어린 크리스의 속마음도 말한다.
2024년 9월 25일부터 코미디 센트럴에서 이 시트콤에 기반한 애니메이션 시트콤 《Everybody Still Hates Chris》를 방영하고 있다.

## 개요
크리스 록 가족은 흑인 십 대 크리스, 부업을 뛰며 알뜰한 가장 아빠 줄리어스, 성실한 가정주부 엄마 로셸, 동생 드루와 토냐로 이뤄져 있다. 저소득층 공영 주택에 살던 록가는 브루클린 베드퍼드스타이베선트 아파트로 이사한다. 그러나 이 지역 역시 험하기로 유명하며 마약과 폭력 조직이 들끓고 있다.
로셸은 크리스가 보다 나은 교육을 받을 수 있도록 크리스를 이탈리아계가 모여 사는 이웃 동네에 위치해 있으며 학생 대다수가 백인인 공립 학교로 전학을 시킨다. 그러나 “콜리오니 중학교”라는 별명이 있는 이 학교에서 크리스는 배제와 따돌림으로 적응에 어려움을 겪는다. 너드인 크리스는 역시 너드인 백인 그레그와 절친이 된다.

## 출연진
메인
- 타일러 제임스 윌리엄스 - 크리스 록 역
- 티시나 아널드 - 로셸 록 역
- 테리 크루스 - 줄리어스 록 역
- 터콴 리치먼드 - 드루 록 역
- 이마니 하킴 - 토냐 록 역
- 빈센트 마텔라 - 그레그 울리거 역

리커링
- 앤토니오 파개스 - 독 해리스 역: 인색한 가게 주인.
- 토드 브리지스 - 멍크 역: 신경증과 편집증이 있는 퇴역 군인. 독의 조카.
- 제리스 리 포인덱스터 - “킬 무브스” 역: 정신이 이상한 노숙인.
- 페이지 허드 - 타샤 클라크슨 역: 예쁜 이웃 소녀.
- 우피 골드버그 - 루이즈 클라크슨 역: 고자세인 타샤의 할머니.
- 트래비스 T. 플로리 - 커루소 역: 아일랜드·이탈리아계 왕따 주동자.
- 재클린 마저렐라 - 비비언 머렐로 씨 역: 게토와 흑인에 편견이 있는 교사.